# Závěrka (usedlost na Smíchově)
Závěrka (Závětka, Konventská) je zaniklá usedlost v Praze 5-Smíchově, která stála v severní části Dívčích hradů mezi ulicemi K Závěrce a Nad Kesnerkou poblíž můstku přes železniční trať, v sedle mezi Dívčími hrady a Brabencem.

## Historie
Vinice zde existovala již v 15. století. Patřila některému z pražských ženských klášterů, kterému byla za husitských válek zabavena. Od roku 1431 ji měl v držení platnéř Matěj Polák, na nějaký čas se poté vrátila klášteru zpět.
Od roku 1607 vlastnil vinici Jiřík Závět ze Závětic, císařský služebník při české kanceláři, když ji koupil od Šimona z Rozkoše. Obytný dům pravděpodobně ještě nestál, byl zde pouze viniční lis a vinice o rozloze 8 strychů. Tato rodina měla pozemky v držení až do poloviny 18. století.
Na konci 18. století byla při vinici postavena usedlost, kterou měl kolem roku 1840 v majetku Josef Brandejs. Dvůr tvořily dvě budovy na čtvercovém půdorysu a jedna na půdorysu písmene L.
V 80. letech 19. století usedlost vlastnil pražský oční lékař Josef Hasner rytíř z Arthy, poté jeho dědicové. Po roce 1950 usedlost zanikla.